# 加菲爾德 (新墨西哥州)
加菲爾德（英語：Garfield）是位於美國新墨西哥州唐娜安娜縣的普查規定居民點。

## 人口
根據2020年美國人口普查的數據，加菲爾德的面積為2.01平方千米，皆為陸地。當地共有人口131人，而人口密度為每平方千米65.17人。